# Random Access Memories
| 전문가 평가          | 전문가 평가 |
| 총 점수              | 총 점수     |
| 출처                 | 점수        |
| -------------------- | ----------- |
| AnyDecentMusic?      | 7.9/10      |
| 메타크리틱           | 87/100      |
| 평가 점수            |             |
| 출처                 | 점수        |
| AllMusic             | [ 3 ]       |
| The A.V. Club        | B+          |
| The Daily Telegraph  | [ 5 ]       |
| Entertainment Weekly | A           |
| The Guardian         | [ 7 ]       |
| The Independent      | [ 8 ]       |
| NME                  | 10/10       |
| Pitchfork            | 8.8/10      |
| Rolling Stone        | [ 11 ]      |
| Spin                 | 8/10        |

《Random Access Memories》는 프랑스의 전자 음악 듀오 다프트 펑크의 네 번째이자 마지막 스튜디오 음반이고, 2013년 5월 17일 이 듀오의 각인 다프트 라이프와 컬럼비아 레코드에 의해 발매되었다. 이 음반은 1970년대 후반과 1980년대 초 미국 음악, 특히 로스엔젤레스 음악을 기린다. 이 주제는 광고판, 텔레비전 광고, 웹 시리즈를 포함한 홍보 캠페인뿐만 아니라 음반의 포장에도 반영되어 있다.
그들의 이전 음반들과는 달리, 다프트 펑크는 라이브 악기를 연주하기 위해 세션 음악가들을 모집했고 드럼 머신, 맞춤형 모듈식 신시사이저, 빈티지 보코더로 전자 악기를 제한했다. 이 음반에는 조르조 모로더, 판다 베어, 줄리언 카사블랑카스, 토드 에드워즈, DJ 팔콘, 칠리 곤잘레스, 나일 로저스, 폴 윌리엄스, 퍼렐 윌리엄스와의 협력이 담겨 있다. 이것은 컬럼비아 레코드가 발표한 최초의 다프트 펑크 음반이다.
이 음반은 첫 주에 339,000장이 넘는 음반이 팔리면서, 미국 빌보드 200 차트에서 1위를 차지한 첫 음반이었다. 리드 싱글인 〈Get Lucky〉는 30여 개국에서 1위를 차지했고 역대 가장 잘 팔리는 디지털 싱글 중 하나가 되었다. 《Random Access Memories》는 비평가들의 호평을 받아, 리뷰 애그러게이터 사이트 메타크리틱에서 100점 만점에 87점을 받았고 많은 음악 비평가들의 연말 리스트에 올랐다. 이 음반은 전 세계 25개국 이상에서 1위를 차지하며, 가장 상업적으로 성공한 다프트 펑크의 음반 중 하나이다.
2014년 제56회 그래미상 시상식에서 올해의 음반 그래미상, 베스트 댄스/일레트로니카 음반, 베스트 엔지니어링 음반, 비클래식, 베스트 팝 듀오/그룹 퍼포먼스 부문 그래미 어워드를 수상했다.

## 상업적 성과
《Random Access Memories》는 프랑스 음반 차트 1위에 첫 주 판매량 19만 5,013장(실제 판매량 12만7361장, 디지털 판매량 6만7652장)으로, 데뷔해 다프트 펑크가 프랑스에서 첫 1위 음반을 벌어들였다. 다음 주에는 4만 9,600장이 팔려 75%의 매출 감소로 1위를 지켰다. 이 음반은 프랑스 차트에서 3주 연속 1위를 차지하며 29%의 판매 감소를 견지하며 3만 5,500장으로 떨어졌다.
《Random Access Memories》는 첫 주에 165,091장이 판매되어 영국 음반 차트에서 1위에 데뷔하여, 이 듀오의 첫 번째 영국 1위 음반이 되었으며, 2013년 원 디렉션의 《Midnight Memories》 다음으로 두 번째로 빠르게 판매된 아티스트 음반이 되었다. 이 음반은 다음 주 영국 차트에서 52,801장이 팔리며 1위를 유지했다. 3주째에는 2만8182장 판매로 3위로 떨어졌다.

## 곡 목록
| #   | 제목                                             | 작사·작곡                                                                  | 재생 시간 |
| --- | ------------------------------------------------ | -------------------------------------------------------------------------- | --------- |
| 1.  | 〈Give Life Back to Music〉                      | 토마 방갈테르, 기마누엘 드 오멩크리스토, 폴 잭슨 주니어, 나일 로저스       | 4:34      |
| 2.  | 〈The Game of Love〉                             | 방갈테르, 오멩크리스토                                                     | 5:21      |
| 3.  | 〈Giorgio by Moroder〉                           | 방갈테르, 오멩크리스토, 조르조 모로더                                      | 9:04      |
| 4.  | 〈Within〉                                       | 방갈테르, 칠리 곤잘레스, 오멩크리스토                                      | 3:48      |
| 5.  | 〈Instant Crush (Feat. 줄리언 카사블랑카스)〉    | 방갈테르, 줄리언 카사블랑카스, 오멩크리스토                                | 5:37      |
| 6.  | 〈Lose Yourself to Dance (Feat. 퍼렐 윌리엄스)〉 | 방갈테르, 오멩크리스토, 로저스, 퍼렐 윌리엄스                              | 5:53      |
| 7.  | 〈Touch (Feat. 폴 윌리엄스)〉                    | 방갈테르, 크리스토퍼 폴 캐스웰, 오멩크리스토, 폴 윌리엄스                  | 8:18      |
| 8.  | 〈Get Lucky (Feat. 퍼렐 윌리엄스)〉              | 방갈테르, 오멩크리스토, 로저스, 퍼렐 윌리엄스                              | 6:08      |
| 9.  | 〈Beyond〉                                       | 방갈테르, 캐스웰, 오멩크리스토, 폴 윌리엄스                                | 4:50      |
| 10. | 〈Motherboard〉                                  | 방갈테르, 오멩크리스토                                                     | 5:41      |
| 11. | 〈Fragments of Time (Feat. 토드 에드워즈)〉      | 방갈테르, 오멩크리스토, 토드 에드워즈                                      | 4:39      |
| 12. | 〈Doin' It Right (Feat. 판다 베어)〉             | 방갈테르, 오멩크리스토, 판다 베어                                          | 4:11      |
| 13. | 〈Contact〉                                      | 방갈테르, 오멩크리스토, DJ 팔콘, 가스 포터, 토니 미첼, 대릴 브레이스웨이트 | 6:21      |

## 인증
| 국가                                                                                         | 인증             | 판매량/출하량 |
| -------------------------------------------------------------------------------------------- | ---------------- | ------------- |
| 오스트레일리아 (ARIA)                                                                        | 2× 플래티넘      | 140,000^      |
| 오스트리아 (IFPI 오스트리아)                                                                 | 플래티넘         | 15,000*       |
| 벨기에 (BEA)                                                                                 | 플래티넘         | 30,000*       |
| 캐나다 (뮤직 캐나다)                                                                         | 2× 플래티넘      | 160,000^      |
| 덴마크 (IFPI Danmark)                                                                        | 골드             | 10,000^       |
| 핀란드 (Musiikkituottajat)                                                                   | 골드             | 17,178        |
| 프랑스 (SNEP)                                                                                | 다이아몬드       | 769,300       |
| 독일 (BVMI)                                                                                  | 플래티넘         | 200,000^      |
| 아일랜드 (IRMA)                                                                              | 플래티넘         | 15,000^       |
| 이탈리아 (FIMI)                                                                              | 2× 플래티넘      | 100,000*      |
| 일본 (RIAJ)                                                                                  | 골드             | 100,000^      |
| 멕시코 (AMPROFON)                                                                            | 4× 플래티넘+골드 | 270,000^      |
| 뉴질랜드 (RMNZ)                                                                              | 플래티넘         | 15,000^       |
| 폴란드 (ZPAV)                                                                                | 2× 플래티넘      | 40,000*       |
| 대한민국                                                                                     | —                | 15,225        |
| 스페인 (PROMUSICAE)                                                                          | 골드             | 20,000^       |
| 스웨덴 (GLF)                                                                                 | 플래티넘         | 40,000        |
| 스위스 (IFPI 스위스)                                                                         | 플래티넘         | 20,000^       |
| 영국 (BPI)                                                                                   | 플래티넘         | 300,000^      |
| 미국 (RIAA)                                                                                  | 플래티넘         | 1,000,000^    |
| *판매량을 기반으로 한 인증 · ^출하량을 기반으로 한 인증 · 판매량+스트리밍을 기반으로 한 인증 |                  |               |